# Raffaele Fornari
Raffaele Fornari (23. ledna 1787 Řím – 15. června 1854 Řím) byl italský římskokatolický kněz, arcibiskup, kardinál a vysoký úředník papežské kurie.

## Život
Narodil se 23. ledna 1787 v Řím, ve velmi skromné rodině. Vstoupil do Seminario Romano a na Collegio Romano získal doktorát z teologie. Na Papežské univerzitě Gregoriana byl profesorem dogmatické teologie. Stal se poradcem několika Římských kongregací. Roku 1832 mu byl udělen titul čestného komořího abito paonazzo. V letech 1832-1834 byl kanonistou tribunálu Posvátné Apoštolské penitenciárie. Působil také jako Chargé d'affaires a později jako internuncius apoštolské nunciatury v Belgii.
Dne 24. ledna 1842 byl jmenován titulárním arcibiskupem z Nikaie a v březnu stejného roku apoštolským nunciem v Belgie. Biskupské svěcení přijal 3. dubna 1842 z rukou kardinála Engelberta Sterckxe a spolusvětiteli byli biskup Cornelius Richard Anton van Bommel a biskup François-René Boussen. O rok později od jeho jmenování se stal asistentem papežského trůnu a poté apoštolským nunciem ve Francii.
Dne 21. prosince 1846 ho papež Pius IX. jmenoval kardinálem in pectore. Jeho jméno bylo zveřejněno 30. září 1850 a byl mu udělen titulární kostel S. Maria sopra Minerva.
Dne 7. června 1851 byl ustanoven prefektem Posvátné Kongregace pro studia, který byl až do své smrti.
Zemřel 15. června 1854 v Římě, v 9 večer, po krátké nemoci a silné horečce. Jeho tělo bylo vystaveno v kostele Santa Maria in Vallicella. Pohřební mši sloužil kardinál Gabriele Ferretti, camerlengo Posvátného Kolegia kardinálů. Je pohřben v jeho titulárním kostele.